# Republika Natalii
Republika Natalii – państwo burskie istniejące w latach 1839–1843 w południowej Afryce.
Republika Natalii została utworzona w 1839 roku, kiedy podczas tzw. Wielkiej Wędrówki (Groot Trek) na tereny te dotarli Burowie, pokonując w bitwie nad Blood River zamieszkujących wcześniej te ziemie Zulusów. Prezydentem republiki był Andries Pretorius.
W 1843 roku republika została podbita przez Brytyjczyków, którzy dwa lata później włączyli ją w skład Kolonii Przylądkowej jako Kolonia Natalu.